# Большое Палосъярви
Большое Палосъярви — озеро на территории Паданского сельского поселения Медвежьегорского района Республики Карелии.

## Общие сведения
Площадь озера — 2,4 км², площадь водосборного бассейна — 43,2 км². Располагается на высоте 145,9 метров над уровнем моря.
Форма озера лопастная, продолговатая: сильно вытянуто с северо-запада на юго-восток. Берега каменисто-песчаные, преимущественно возвышенные, местами заболоченные.
Озеро протокой соединяется с озером Малым Палосъярви, через которое течёт река Пелкула, протекающая ниже через озеро Пелкульское и втекающая с правого берега в реку Волому, впадающую в Сегозеро.
Ближе к северо-западной оконечности озера расположен один относительно крупный (по масштабам водоёма) остров без названия.
К востоку от озера проходит дорога местного значения.
Код объекта в государственном водном реестре — 02020001111102000007666.